# Яннинк, Геррит
Геррит Ян Арнольд Яннинк (нидерл. Gerrit Jan Arnold Jannink; 1 декабря 1904, Энсхеде, Оверэйссел — 7 марта 1975, Росс-он-Уай, Западный Мидленд) — нидерландский хоккеист на траве, нападающий. Серебряный призёр летних Олимпийских игр 1928 года.

## Биография
Геррит Яннинк родился 1 декабря 1904 года в нидерландском городе Энсхеде.
Играл в хоккей на траве за «Принсес Вилхелмина» из Энсхеде, затем за «Амстердамсе», в составе которого дважды выигрывал чемпионат Нидерландов.
В 1928 году вошёл в состав сборной Нидерландов по хоккею на траве на летних Олимпийских играх в Амстердаме и завоевал серебряную медаль. Играл на позиции нападающего, провёл 4 матча, забил 2 мяча в ворота сборной Франции.
За карьеру провёл 22 матча за сборную Нидерландов, забил 7 мячей.
Умер 7 марта 1975 года в британском городе Росс-он-Уай.